# 董才平
董才平（1963年—），江苏常州人，汉族，中华人民共和国政治人物、全国人民代表大会江苏地区代表。
毕业于中央党校经济管理专业，加入中国共产党。担任中天钢铁集团有限公司董事长、总裁。2008年起担任全国人大代表。2013年，被选为全国人大代表。